# Pascal Stenzel
Pascal Stenzel (20 maart 1996) is een Duits voetballer die doorgaans speelt als rechtsback. In januari 2016 verruilde hij Borussia Dortmund voor SC Freiburg.

## Clubcarrière
Stenzel speelde in de jeugd voor Arminia Bielefeld, VfL Osnabrück en Borussia Dortmund. Hij debuteerde op 2 augustus 2014  in het tweede elftal, in de 3. Liga tegen Holstein Kiel. Stenzel verlengde in oktober 2015 zijn contract tot medio 2019. In januari 2016 vertrok hij naar SC Freiburg, in eerste instantie op huurbasis voor de duur van anderhalf jaar. Het jaar erop werd hij in april definitief overgenomen door Freiburg. Bij zijn nieuwe club zette Stenzel zijn handtekening onder een verbintenis voor de duur van vier seizoenen, ingaand vanaf de zomer van 2017.
In de zomer van 2019 werd Stenzel verhuurd aan VfB Stuttgart. Op 1 juli 2020 vertrok hij definitief naar Stuttgart.

## Clubstatistieken
| Seizoen | Club                 | Competitie        | Competitie | Competitie | Beker | Beker | Internationaal | Internationaal | Totaal | Totaal |
| Seizoen | Club                 | Competitie        | Wed.       | Dlp.       | Wed.  | Dlp.  | Wed.           | Dlp.           | Wed.   | Dlp.   |
| ------- | -------------------- | ----------------- | ---------- | ---------- | ----- | ----- | -------------- | -------------- | ------ | ------ |
| 2014/15 | Borussia Dortmund II | 3. Liga           | 2          | 0          | —     | —     | —              | —              | 2      | 0      |
| 2015/16 | Borussia Dortmund II | Regionalliga West | 9          | 0          | —     | —     | —              | —              | 9      | 0      |
| 2015/16 | Borussia Dortmund    | Bundesliga        | 0          | 0          | 0     | 0     | 1              | 0              | 1      | 0      |
| 2015/16 | SC Freiburg          | 2. Bundesliga     | 11         | 0          | 0     | 0     | —              | —              | 11     | 0      |
| 2016/17 | SC Freiburg          | Bundesliga        | 17         | 1          | 0     | 0     | —              | —              | 17     | 1      |
| Totaal  | Totaal               | Totaal            | 39         | 1          | 0     | 0     | 1              | 0              | 40     | 1      |

Bijgewerkt op 3 mei 2017.

## Erelijst
| 2. Bundesliga | 1 | 2015/16 |

1 Bredlow ·
2 Al-Dakhil ·
3 Hendriks ·
4 Vagnoman ·
5 Keitel ·
6 Stiller ·
7 Mittelstädt ·
8 Millot ·
9 Demirović ·
10 El Bilal ·
11 Woltemade ·
13 Krätzig ·
14 Jaquez ·
15 Stenzel ·
16 Karazor  ·
17 Diehl ·
18 Leweling ·
19 Faghir ·
20 Stergiou ·
21 Drljača ·
22 Kastanaras ·
23 Zagadou ·
24 Chabot ·
26 Undav ·
27 Führich ·
28 Nartey ·
29 Jeltsch ·
32 Rieder ·
33 Nübel ·
40 Raimund ·
41 Seimen ·
45 Chase ·
Coach: Hoeneß